# Pietro Spadaro
Pietro Spadaro (28. listopadu 1868 Piran – 15. prosince 1951 Terst) byl rakouský politik italské národnosti z Istrie, na počátku 20. století poslanec Říšské rady.

## Biografie
Byl účetním radou v Terstu. Vystudoval vyšší reálnou školu. Sloužil jako dobrovolník u 97. pěšího regimentu v hodnosti desátníka. Byl členem Federazione triestino istriana a ředitelem finančního ústavu Banca triestino istriana. Zastával i funkci viceprezidenta Associazione popolare italiana per Trieste e I'lstria.
Působil i jako poslanec Říšské rady (celostátního parlamentu Předlitavska), kam usedl ve volbách do Říšské rady roku 1907, konaných poprvé podle všeobecného a rovného volebního práva. Byl zvolen za obvod Istrie 01. Mandát zde obhájil ve volbách do Říšské rady roku 1911. Po volbách roku 1907 i 1911 byl uváděn coby člen poslaneckého klubu Italské lidové strany.
Zaměřoval se na otázky pracovních podmínek nájemců zemědělské půdy.